# Орехов, Лев Алексеевич
Лев Алексе́евич Оре́хов (17 сентября 1932, Тула — 18 февраля 1995, Узловая, Тульская область) — советский и российский хозяйственный деятель, директор Узловского химического завода (ныне ОАО «Пластик») в 1965—1995 годах, почётный гражданин города Узловая.

## Биография
Родился 17 сентября 1932 года в Туле.
По окончании Тульского механического института пришёл работать на Узловский машиностроительный завод инженером-конструктором (с 3 января 1959 года) мостовых кранов. За 6 лет он прошёл все основные ступени конструирования мостовых кранов и их непосредственное строительство: инженер-конструктор, начальник группы гидрооборудования, главный конструктор проекта и, наконец, начальник самого крупного и самого сложного механосборочного цеха.
1 июля 1965 года решением Тульского совета народного хозяйства Л. А. Орехов был назначен директором Узловского химического завода, строительству и руководству которым он отдал 30 лет жизни.
Будучи директором предприятия, он принимал личное участие во всех мероприятиях коллектива от организации производства до отдыха и спорта. При Орехове женская волейбольная команда «Пластик», представлявшая Тулу, в 1973 году выступала в высшей лиге чемпионата СССР. Проявил большой организаторский талант, создав из маленького химического завода крупное, уникальное по характеру технологии и качеству продукции производство с высокой организацией труда, современной технической базой (комплексы АБС-пластика, стирола, изделий для автомобилестроения). Под его руководством и активном участии введены в эксплуатацию многие основные и вспомогательные цеха. За сравнительно короткий срок небольшой химический завод превратился в одно из крупнейших предприятий химической отрасли страны и стал одним из градообразующих предприятий Узловой.
Являясь председателем первого в области совета директоров, Л. А. Орехов внёс огромный вклад в жилищное строительство, развитие здравоохранения, образования и других сфер жизни города и заводского поселка 5-я Пятилетка. В результате в центре города возник новый микрорайон, вдвое увеличился объём жилья в поселке 5-я Пятилетка, были построены санаторий-профилакторий, поликлиника, четыре детских сада, Дом культуры «Ровесник», пионерский лагерь, две базы отдыха на Чёрном море и другие объекты.
Автор восьми изобретений, активный рационализатор.
Умер 18 февраля 1995 года после тяжёлой болезни. Похоронен на кладбище города Узловая.

## Награды и звания
- Орден Трудового Красного Знамени
- Орден «Знак Почёта»
- Медали

Звания:
- Почётный химик СССР
- Заслуженный химик РСФСР (1993)
- Отличник народного образования
- Почётный гражданин города Узловая (2006, посмертно)

## Память
На доме № 48 по ул. Беклемищева в г. Узловой в его честь открыта мемориальная доска. Решением Собрания депутатов МО г. Узловая от 03.10.2006 года № 12-66 присвоено звание «Почётный гражданин города Узловая».